# Trojská zámecká zahrada

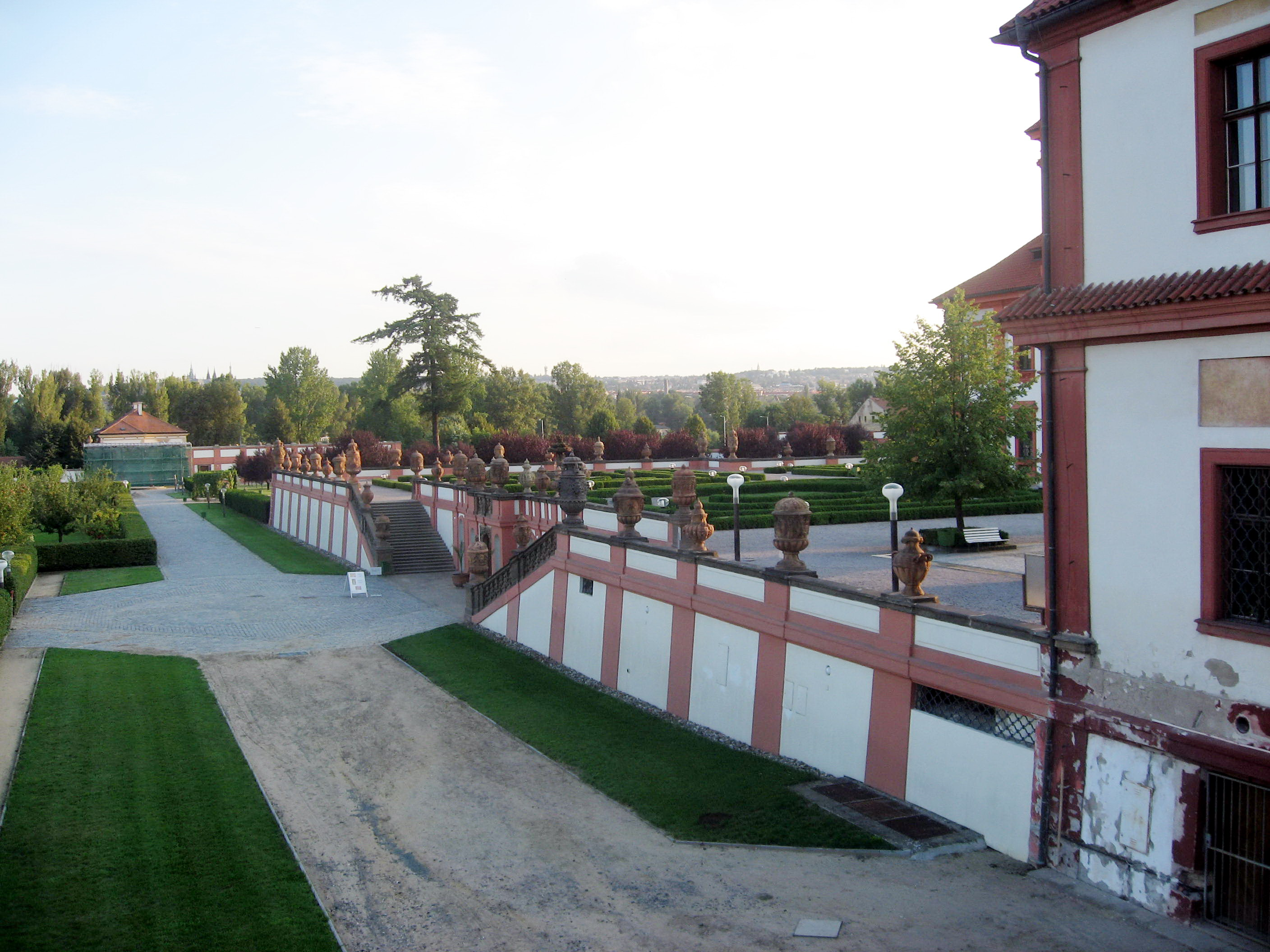
Trojská zámecká zahrada

Trojská zámecká zahrada se rozkládá kolem Trojského zámku a jde o klasický příklad barokní zahrady. Je plná soch, pergol, uren, váz, altánů i vodních prvků, nese znaky výrazné osové dispozice a otevírá nekonečné průhledy v rámci areálu i mimo něj. Společně s Trojským zámkem je chráněna jako kulturní památka.

## Historie
Trojskou zahradu nechal vybudovat hrabě Václav Vojtěch ze Šternberka. Zatímco zámek byl vybudován dřív, zámecká zahrada byla založena až v roce 1685 a následně byly postaveny hospodářské budovy včetně konírny a terasa, ze které je výhled do okolí.
Projekt původní zahrady vytvořil Jiří Seeman. Celý areál byl dokončen v roce 1691. Samotná terasová zahrada měla rozlohu 3,35 hektaru, přilehlá štěpnice 4,32 ha a vinice svaté Kláry 3,5 ha.
Zámek se zahradou často měnil majitele. Mezi nimi se nakrátko objevila i Marie Terezie, která jej odkázala Ústavu šlechtičen a ten jej prodal. Dalším majitelem byl například kníže Windischgrätz a posledním statkář Alois Svoboda, který zámek i přilehlé zahrady a pozemky daroval státu za účelem zřízení zoologické a botanické zahrady.
V osmdesátých letech 20. století zde probíhala rozsáhla rekonstrukce. Velký podíl na úpravě zahrad měl architekt Otakar Kuča.
V současnosti je zámek majetkem Galerie hlavního města Prahy, v blízkosti se nachází Zoologická zahrada Praha a Botanická zahrada hlavního města Prahy.

## Dispozice

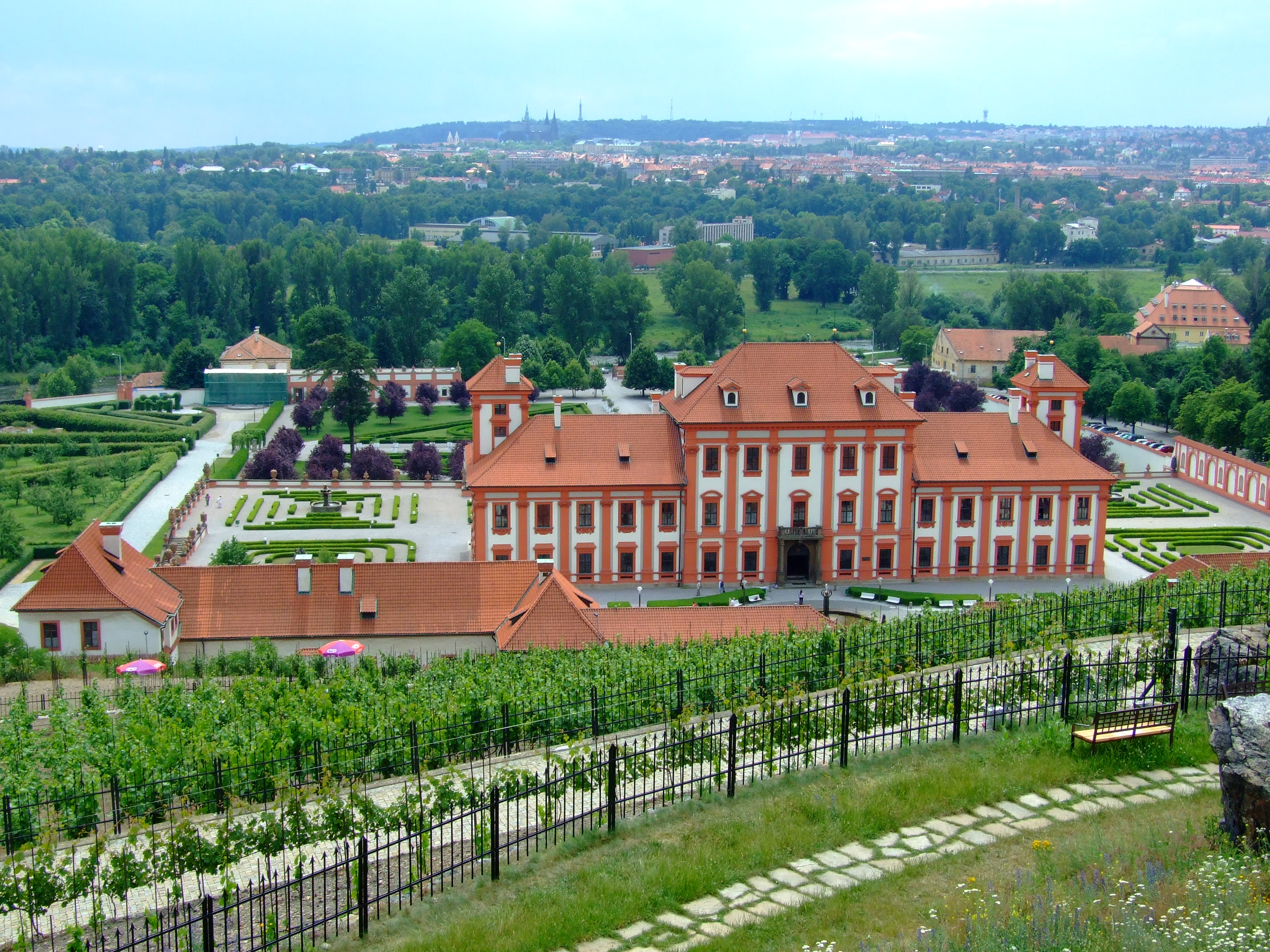
Vinice svaté Kláry s Trojským zámkem a zahradami

V zahradě se nachází unikátní soubor terakotových váz, bust a alegorických postav Sebastiana Bombelliho.
Východní část zahrady zabírá štěpnice s labyrintem, který je vytvořen z habrů a vodních překážek – příkopů.
Nad Trojským zámkem se nachází vinice sv. Kláry. Součástí vinice je i kaple svaté Kláry, která vznikla spolu se zahradou Trojského zámku a byla s ní spojena schodištěm.

## Kašny

### Kašna pod schodištěm
Mezi rameny schodiště v úrovni sklepů se nachází kašna se dvěma povalenými titány. Sochy jsou dílem Jana Jiřího a Pavla Heermannových. Jejich signatury J.H. a P.H. jsou spojeny s letopočtem 1685.

### Dvě fontány s motivy hadů
Na zahradních terasách před jižním průčelím se nacházejí dvě téměř totožné fontány z pískovce. Mají čtvercovou nádrž se zaoblenými rohy a uprostřed je umístěn kamenný sloup. Na obou kašnách jsou motivy plazů.

### Centrální fontána
Před jižním průčelím se nachází centrální kašna s fontánou, na jejíž úpravě se podílel Mojmír Horyna. Roubení vytvořil Jaroslav Bartoš.

### Moderní fontána před zámkem
Před severním vstupem je umístěna moderní fontána s bazénem, kterou navrhl Peter Lehocký. Kruhový bazén má kamennou obrubu, dlážděné dno a je osazen kovovou plastikou s vodotryskem.

## Povodeň
V roce 2002 napáchala na zámecké zahradě velkou škodu povodeň. Po rozsáhlých opravách po nich nezůstaly žádné stopy.